# Jan Jacob Slauerhoff
Jan Jacob Slauerhoff (Leeuwarden, 15. rujna 1898. – Hilversum, 5. listopada 1936.) je bio jedan od najpoznatijih nizozemskih pjesnika i romanopisaca iz razdoblja između dva svjetska rata. Objavljivao je uvijek pod autorskim imenom J. Slauerhoff iako su nakon njegovi smrti neki radovi objavljivani pod raznim varijantama kao npr. J.J. Slauerhoff.